# 9-й отдельный гвардейский разведывательный артиллерийский дивизион
9-й отдельный гвардейский разведывательный артиллерийский  дивизион Резерва Главного Командования — воинское формирование Вооружённых Сил СССР, принимавшее участие в Великой Отечественной войне.
Сокращённое наименование — 9-й огв.радн РГК.

## История
Преобразован из  837-го отдельного разведывательного артиллерийского дивизиона 18 ноября 1942 года в составе 9-й армии Закавказского фронта (Северная группа войск).
В действующей армии с 18.11.1942 по 11.05.1945.
В ходе Великой Отечественной войны вёл артиллерийскую разведку в интересах 11 артиллерийской дивизии, артиллерии соединений  Донского,Юго-Западного , Степного и 2-го Украинского  фронтов.

## Состав
- Штаб
- Хозяйственная часть
- 1-я батарея звуковой разведки (1-я БЗР)
- 2-я батарея звуковой разведки (2-я БЗР)
- батарея топогеодезической разведки (БТР)
- взвод оптической разведки (ВЗОР)
- фотограмметрический взвод (ФГВ)
- хозяйственный взвод

## Подчинение
| Дата                | Фронт                     | Армия         | Корпус | Дивизия | Бригада | Примечания |
| ------------------- | ------------------------- | ------------- | ------ | ------- | ------- | ---------- |
| 18.11.42 -10.1.43г. | Резерв Ставки ВГК         | -             | -      | 11 ад   | -       | -          |
| 10.1.43 -1.2.43г    | Донской фронт             | 65-я армия    | -      | 11 ад   | -       | -          |
| 2.2-29.7. 43г.      | Юго-Западный фронт (СССР) | 6-я армия     | -      | 11 ад   | -       | -          |
| 1.8.-1.10.43г       | Юго-Западный фронт (СССР) | 8-я гв. армия | -      | 11 ад   | -       | -          |
| 1.10-1.11.43г       | Степной фронт             | 7-я гв. армия | -      | 11 ад   | -       | -          |
| 1.11.43-1.6.44г     | 2-й Украинский фронт      | 7-я гв. армия | -      | 11 ад   | -       | -          |
| 15.6.44-1.1.45г     | 2-й Украинский фронт      | 27-я армия    | -      | 11 ад   | -       |            |
| 1.1.-30.3.45г       | 2-й Украинский фронт      | 40-я армия    | -      | 11 ад   | -       | -          |
| 1.4.-11.5.45г       | 2-й Украинский фронт      | 53-я армия    | -      | 11 ад   | -       | -          |

## Командование дивизиона
Командир дивизиона
- гв .капитан Слепухов Андрей Терентьевич
- гв. капитан Быткин Виктор Васильевич
- гв. капитан Смоляницкий
- гв. майор Кузин Михаил Алексеевич

Начальник штаба дивизиона
- гв. капитан Жура Андрей Григорьевич

Заместитель командира дивизиона по политической части
- гв. майор Гришанов Павел Кирсанович

Помощник начальника штаба дивизиона
- гв. капитан Плахотниченко Дмитрий Илларионович
- гв. ст. лейтенант Гусак Леонид Вениаминович
- гв. лейтенант Титков Александр Ильич

Помощник командира дивизиона по снабжению
- гв. ст. лейтенант Кутузов Александр Григорьевич

## Командиры подразделений дивизиона
Командир 1-й БЗР
- гв. ст. лейтенант Лобода Иван Герасимович
- гв. ст. лейтенант Флигель Яков Исаевич

Командир 2-й БЗР
- гв. ст. лейтенант Новиков Александр Григорьевич

Командир БТР
- гв. ст. лейтенант Кулишов Иван Алексеевич

Командир ВЗОР
- гв. лейтенант Степанов Геннадий Петрович

Командир ФГВ
- гв. ст.  лейтенант Михайлик Михаил Антонович

## Награды и почётные наименования
| Награды и наименования        | дата        | за что получена |
| ----------------------------- | ----------- | --- |
| Почётное звание «Гвардейский» | 18.11.42 г. | присвоено приказом Народного комиссара обороны СССР № 365 от 18 ноября 1942 года За проявленную отвагу в боях за Отечество с немецкими захватчиками, за стойкость, мужество, дисциплину и организованность, за героизм личного состава |